# 김지온
김지온(1988년 12월 3일 ~)은 대한민국의 뮤지컬 배우다. 2012년 뮤지컬 '화랑'으로 데뷔했다.

## 방송
- 더블 캐스팅 (2020) - Top6